# 2T Stalker
Der 2T Stalker ist ein Spähpanzer aus belarussischer Entwicklung. Serienproduktion oder regulärer Einsatz beim Militär sind nicht bekannt.

## Entwicklung
Das Fahrzeug wurde von dem belarussischen Rüstungsunternehmen Minotor Service Unitary Enterprise ohne konkreten Auftrag durch das Militär entwickelt. Der erste Prototyp wurde im Jahr 2000 fertiggestellt. Seitdem wurden weitere Prototypen produziert und auf der International Defence Exhibition 2001 und 2003 präsentiert. Soweit bekannt, hat das belarussische Militär eine kleinere Bestellung aufgegeben, allerdings befinden sich diese Fahrzeuge noch nicht im Dienst. Das Fahrzeug wird auf dem Exportmarkt angeboten, es wurden jedoch soweit bekannt keine Bestellungen getätigt. Nach Meldungen im Jahr 2015 wird es zunehmend fraglich, ob es für das Fahrzeug zur Serienproduktion kommt. Es wurden ein Vorführfahrzeug und sieben Prototypen angefertigt. Die Investitionen zur Einrichtung einer Serienproduktion wurden bis 2015 nicht erbracht. Weitere Probleme liegen in dem vergleichsweise hohen Stückpreis von 4,315 Millionen US-Dollar für das als Nischenprodukt angesehene Fahrzeug. Obwohl seit der ersten Konzeption 1997 die Entwicklung weiter betrieben wurde, kann das Konzept nach 20 Jahren veraltet sein. Eine erfolgreiche Markteinführung wird als gescheitert betrachtet.

## Beschreibung
Der primäre Einsatzzweck ist die Langstreckenaufklärung. Das GM-352M-Chassis des Spähpanzers ist eine Weiterentwicklung des Fahrgestells GM, das auch bei der Tunguska M-1 verwendet wird. Der Dieselmotor liefert eine Leistung von 740 PS. Die Höchstgeschwindigkeit auf der Straße beträgt etwa 95 km/h, die Einsatzreichweite bis zu 1000 km ohne zusätzliche Versorgung. Die Besatzung besteht aus Fahrer, Richtschütze, Kommandant sowie zwei weiteren optionalen Besatzungsmitgliedern (Aufklärer).

## Bewaffnung
Die primäre Bewaffnung besteht aus einer vollstabilisierten 2A42-30-mm-Maschinenkanone mit einem Magazin für 500 Patronen. Daneben verfügt das Fahrzeug über ein koaxiales 7,62-mm-PKT-Maschinengewehr mit 2.000 Schuss sowie über einen automatischen Granatwerfer vom Typ AGS-17 mit 116 Granaten. Rechts und links in den Außenseiten des Turms befinden sich zwei ausfahrbare Werferarme für je zwei 9M120-Ataka- oder 9K38-Igla-Lenkwaffen. Mit dem Feuerleitsystem können zwei Ziele simultan bekämpft werden, also etwa Infanterie mit dem Granatwerfer und ein gepanzertes Ziel mit einer 9M120. Zusätzlich ist das Fahrzeug mit einer Nebelmittelwurfanlage vom Typ 902V ausgerüstet.

## Panzerung und Abwehrmaßnahmen
Die Verbundpanzerung soll laut Hersteller frontalen Beschuss aus einer 35-mm-Maschinenkanone standhalten, wie sie z. B. der Flakpanzer Gepard besitzt. Der Schutz gegen Minen ist mit dem eines Kampfpanzers vergleichbar. Rund um den Turm sind Detektoren angeordnet, die automatisch Nebelwerfer zünden, wenn das Fahrzeug von einer lasergesteuerten Panzerabwehrrakete anvisiert wird. Durch die Vermeidung von scharfen Ecken und Kanten und eine spezielle Lackierung soll das Fahrzeug nur schwer durch Radar aufzuklären sein und damit in begrenztem Umfang über Stealth-Eigenschaften verfügen. Weiterhin wurde bei der Entwicklung auf Geräuscharmut geachtet. Hauptverteidigung des Fahrzeugs bleibt jedoch seine hohe Geschwindigkeit und Beweglichkeit.